# Исраелян, Карен Саркисович
Каре́н Сарки́сович Исраеля́н (арм. Կարեն Սարգիսի Իսրայելյան; 26 марта 1992, Кумайри, Армянская ССР, СССР) — армянский футболист, вратарь. Бывший игрок юношеской и национальной сборных Армении.

## Клубная карьера
Карен Исраелян родился в Гюмри (тогда город некоторое время носил название Кумайри) в первый год независимости Армении. Спустя два года вместе с родителями переехал в Россию, в город Киров. В пять лет настоятельно просил маму отвезти его на футбол, вот тут и началась карьера юного футболиста. Ввиду того, что в семье Исраеляна к футболу относились с интересом и любили просматривать наиболее интересные матчи, очевидность выбора будущего профессионального футболиста была очевидна. Более того, интерес самого Исраеляна был прикован только к футболу, а посему, помимо футбола, ничем заниматься не хотел. В Кирове попал в футбольную школу «Спартака», где занимался до 12 лет, пока не перешёл в школу московского ЦСКА. Проведя небольшой отрезок в армейской школе, перешёл в 13 лет в торпедовскую, а в 14 в футбольную школу «Ники» (Москва). На этом российский этап Исраеляна закончился и футболист прибыл в Ереван.

### Пюник
В 2009 году по приглашению тренерского штаба сборной Армении до 19 лет принял участие в одном матче. А после его завершения к Исраеляну подошёл представитель «Пюника» и предложил перейти в клуб. В возрасте 16 лет Исраелян заключил свой первый контракт.
В сезоне 2010 года значился в основной команде клуба и тренировочные процессы проводил с основой, но матчи проводил за дублирующий состав, выступающий в Первой лиге — «Пюник-2». В том году провёл примерно 20 матчей, иногда выходя на поле с капитанской повязкой. Первый матч за основу сыграл в матче за Суперкубок Армении 24 сентября 2010 года в матче против «Бананца». Отыграв полноценный матч и не пропустив в свои ворота, Исраелян стал обладателем Суперкубка Армении. Этот трофей стал третьим для Исраеляна в период выступлений за клуб, и первым трофеем, в который внёс и свой вклад. В 2011 году после ухода из команды Артура Лесько и продажи Эдварда Оганесяна Исраелян стал основным вратарём команды. В первых турах соперником являлся новобранец клуба Дьорде Пантич, но из-за большого процента брака в матчах руководство в срочном порядке расторгло контракт с сербским вратарём, а Исраелян твёрдо занял место в воротах. 12 июля 2011 года дебютировал в Лиге чемпионов в матче против чешской «Виктории», закончившийся поражением «Пюника» — 0:4. В списке самых надёжных вратарей сезона 2011 года занял 6-е, следующее после коллеги по клубу Арсена Петросяна. Перед началом церемонии награждения призёров чемпионата Армении исполнительный директор клуба Карен Арутюнян объявил Исраеляну о том, что принял решение об отказе от его услуг. Сам Исраелян покидать клуб не собирался.
В начале января 2012 года руководство клуба и Исраелян расторгли контракт, который был рассчитан до 1 декабря 2012 года, по обоюдному согласию.

### Улисс
10 января 2013 подписал контракт с ФК «Улисс» Ереван. На тренировочном сборе в Турции 19 января 2013 года получил тяжелую травму — разрыв крестообразных связок колена. В течение 8 месяцев проходил восстановление в Москве. К ноябрю 2013 окончательно восстановился после травмы. Возвращение в стартовый состав отметил победой над своей бывшей командой «Пюник» со счетом 1:0.

## Статистика выступлений
Данные на 24 ноября 2011 
| Клуб             | Сезон            | Чемпионат | Чемпионат | Кубки | Кубки | Еврокубки | Еврокубки | Всего | Всего |
| Клуб             | Сезон            | Матчи     | Голы      | Матчи | Голы  | Матчи     | Голы      | Матчи | Голы  |
| ---------------- | ---------------- | --------- | --------- | ----- | ----- | --------- | --------- | ----- | ----- |
| Пюник            | 2011             | 14        | -13       | 5     | -4    | 2         | -9        | 21    | -26   |
| Всего            | Всего            | 14        | −13       | 5     | −4    | 2         | −9        | 21    | −26   |
| Всего за карьеру | Всего за карьеру | 14        | -13       | 5     | -4    | 2         | -9        | 21    | -26   |

## Карьера в сборной
Первые выступления Исраеляна датируются октябрём 2009 года. Тогда были сыграны два матча за юношескую сборную до 19. Дебютный матч провёл 10 октября 2009 в отборочном матче к чемпионату Европы среди юношей до 19 лет против сверстников из Австрии, которым уступили 1:5 на чужом поле. В следующем году Исраелян ещё несколько раз был приглашён в состав. В том же году поступило приглашение от главного тренера молодёжки Флемминга Серрицлева. Однако из-за большой конкуренции в виде Эдварда Оганесяна Геворга Празяна дебюта за вторую сборную не произошло.
10 августа 2011 года состоялся дебют в национальной сборной. На тот момент Исраеляну было 19 лет, 137 дней. В игре против сборной Литвы отыграл весь матч. Дебют был омрачён крупным поражением — 0:3.
| № | Дата            | Оппонент | Счёт | Пропущено голов | Соревнование      |
| 1 | 10 августа 2011 | Литва    | 0:3  | −3              | Товарищеский матч |

Итого: 1 матч / −3 голов; 0 побед, 0 ничьих, 1 поражение.
(откорректировано по состоянию на 10 августа 2011 года)

## Достижения
- Чемпион Армении: 2010
- Обладатель Кубка Армении: 2010
- Обладатель Суперкубка Армении: 2010, 2011

Серебряный призёр чемпионата Армении 2011

## Личная жизнь
Женат. Имеет отца — Саркис, мать — Каринэ и брата — Владимир.